# Jumrah
Jumrah is een bestuurslaag in het regentschap Rokan Hilir van de provincie Riau, Indonesië. Jumrah telt 3676 inwoners (volkstelling 2010).